# Detten Schleiermacher

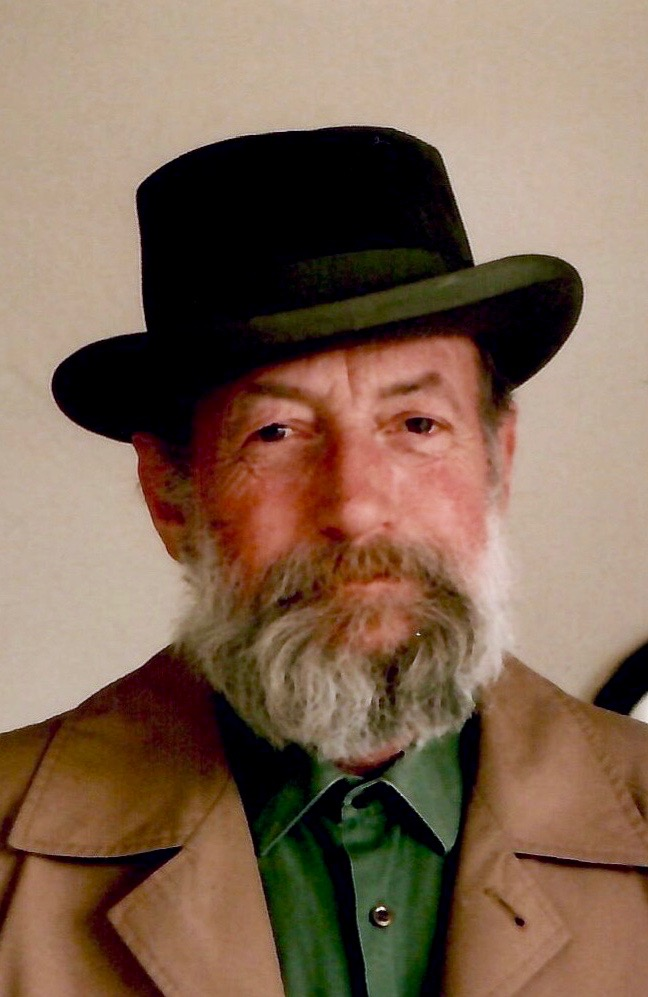
Detten Schleiermacher

Dietrich „Detten“ Schleiermacher (* 5. August 1927 in Berlin; † 8. Oktober 2004 in Marquartstein) war ein deutscher Filmemacher, Drehbuchautor, Filmproduzent, Filmarchitekt und Designer.
Er gehörte zur deutschen Filmavantgarde nach 1945 und zu den Unterzeichnern des Oberhausener Manifests. Er war auch Mitbegründer des Instituts für Filmgestaltung an der Hochschule für Gestaltung Ulm.

## Persönliches
Detten Schleiermachers Eltern waren Walter Schleiermacher (1900–1990), ein Nachfahre von Friedrich Schleiermacher, und Elsa Krebs (1894–1987), eine Schülerin von Gertrud Bäumer. Als junge Frau bewegte sie sich einige Zeit im Kreis um Karl Wolfskehl. Walter Schleiermacher arbeitete als Generalbevollmächtigter bei Siemens. So wuchs Detten Schleiermacher in einer „großbürgerlichen, kulturell wie wissenschaftlich vielseitig interessierten“ Familie in Berlin auf, er hatte zwei Brüder.
Detten Schleiermacher war seit 1961 mit Korinna Schleiermacher verheiratet, sie bekamen drei Söhne. Er lebte bis zu seinem Tod 2004  in Marquartstein im Chiemgau.

## Weg zum Film
Detten Schleiermacher besuchte das Gymnasium in Berlin-Tegel, wurde aber als 16-jähriger Schüler 1943 als Luftwaffenhelfer einberufen. Später meldete er sich freiwillig zur Marine und geriet in englische Gefangenschaft. Nachdem er 1947 noch sein Abitur in Marquartstein im Chiemgau machen konnte, ging er zum Architekturstudium nach München, das er aber nicht abschloss. Da es nach dem Krieg keine institutionalisierte Ausbildung für die verschiedenen Berufsbilder innerhalb des Filmgeschäfts gab, war der filmische Nachwuchs darauf angewiesen, sich alles selbst im „Learning-by-doing-Verfahren“ beizubringen. So war Schleiermacher ab 1949 Assistent als Bühnenbilder in der Bayerischen Staatsoper, danach wirkte er als freier Bühnenbildner in Bielefeld, Düsseldorf (wo er auch eine Theatermalereilehre absolvierte), Hamburg, Hannover und Wien. Unter anderem konnte Schleiermacher in dieser Epoche mit Caspar Neher, Richard Strauss, Georg Solti  und Yvonne Georgi zusammenarbeiten.
Von 1954 bis 1955 war er Assistent von Jean d’Eaubonne bei den Bauten und der Ausstattung für Lola Montez, dem Meisterwerk des Filmemachers Max Ophüls. Mit ihm und seinem Sohn Marcel Ophüls war Schleiermacher befreundet.
Im Anschluss war Detten Schleiermacher für die Filmarchitektur von drei Filmen von Hubert Marischka verantwortlich. Auch der Beruf des Filmarchitekten war in den 50er Jahren, geprägt noch vom Film der Vorkriegsjahre, wenig befriedigend. Schleiermacher charakterisierte sie so: „Für mich war es Missmut allen Filmemachern gegenüber, bei denen der Herr Filmarchitekt, der ich ja damals war, die Kühe ins Bild zu setzen und ansonsten gar nichts zu tun hatte. Dass man keine Aufgabe inne hat, daß man gar nicht mehr nachzudenken brauchte, die Ideen von Filmen schon vorfabriziert waren, einfach nach bestimmten Schemata abliefern, hat mich so gestört, dass ich gesagt habe: ‚So jetzt komm. Ich mache meine eignen Filme‘.“
Im Wintersemester 1955 nahm Schleiermacher noch einmal ein Studium der Kommunikations- und Informationstheorie an der Hochschule für Gestaltung (HfG) in Ulm auf,  wo er gemeinsam mit Enno Patalas und Martin Krampen Pläne für eine Filmabteilung vorlegte, die jedoch auf keine Resonanz stießen. Er blieb dort nur bis 1956 und ging dann als Werbeassistent in die Werbeabteilung "Anzeigen und Film" zu Siemens, um sich finanziell über Wasser zu halten, während er sich als Filmemacher in München und Baden-Baden zu etablieren versuchte. 1959 realisierte er seinen ersten Kurz-Dokumentarfilm trab trab, „einem Film über eine Trabrennbahn, der Bewegung im Bild mit Bildern von fotografischer Statik zu rhythmisierten Sequenzen montiert.“. Generelles Thema ist hier Technik, Beschleunigung und Dynamik in der Moderne, ähnlich wie später in Alexander Kluges Rennen (1961) oder Haro Senfts Auto Auto (1964). In den folgenden Jahren schrieb Detten Schleiermacher zahlreiche Drehbücher, u. a. 1962 für die deutsche Episode L’amour à vingt ans von Marcel Ophüls.

## Oberhausener Manifest und  Gründung des Instituts für Filmgestaltung
Am 28. Februar 1962 gehörte Schleiermacher zu den Unterzeichnern des Oberhausener Manifests, das eine Erneuerung des bis dahin in seiner Tendenz rückwärts gewandten deutschen Filmes forderte. Die optische Gestaltung geht auf Schleiermacher zurück. Ziel war es, den Film thematisch und in seiner Gestaltung in die Moderne zu bringen und ihn als künstlerisches Ausdrucksmittel der Literatur, Malerei oder Musik nicht nur gleich zu stellen, sondern auch staatliche Förderung dafür zu erhalten.
Im Sommer des gleichen Jahres gelang es Detten Schleiermacher, der der HfG durch sein früheres Studium am engsten verbunden war, zusammen mit Edgar Reitz und Alexander Kluge, schließlich doch sein ursprüngliches Vorhaben zu verwirklichen und eine Filmabteilung an der Ulmer Hochschule für Gestaltung aufzubauen, um die unhaltbare Situation zu beenden, dass es für die Nachkriegsgenerationen keinerlei Filmausbildung gab. Gemeinsam mit ihnen übernahm Detten Schleiermacher die Leitung. Schleiermacher, der beauftragt war, sich um die Vorbereitung des Filmunterrichts zu kümmern, sah sich als „Weichensteller“: „Eine wesentliche Aufgabe für die Gesundung des deutschsprachigen Films ist die Erarbeitung von neuen Spielfilmstoffen (...) Ich stelle mir eine freie Entwicklungsarbeit in diesem Sinne vor: dass ich dem Film bisher fremde schöpferische Kräfte des In- und Auslandes in Gesprächen an die Filmgestaltung heranführe oder diese Künstler mit geeignet erscheinenden Filmgestaltern zusammenbringe“.  Dieter Leder resümierte 2007 in einem Aufsatz über diese Filmpolitik: „Die Ulmer Initiative machte Schule. In Berlin und München wurden Gründungen von eigenen Filmausbildungsstätten forciert“. Einer der Studenten Schleiermachers war Lothar Spree, der ihm später nach Kanada folgte.
1964 versuchte sich Schleiermacher als Produzent des experimentellen Films Der Damm von Vlado Kristl, eine Dreiecksgeschichte mit der im Rollstuhl sitzenden Fernsehansagerin Petra Krause in der Hauptrolle. Der Film, obwohl mit einem minimalen Budget finanziert, wurde für Schleiermacher ein finanzielles Fiasko. Christiane Wachsmann berichtet aber: „Der Damm war jedoch gestalterisch eine Sensation: Kristl und Schleiermacher betraten mit dem ‚Damm‘ Neuland und hinterließen eine nachhaltige Wirkung bei den Filmschaffenden dieser Zeit.“  Dass Kristl selbst die Wirkung des Films kritisch sah, wird hier berichtet: „nach Ansicht Kristls begünstigte er (…) durch sein abschreckendes Beispiel die "reaktionäre Welle", d.h. die stärker an Narration orientierten, erfolgreichen Werke des Jungen Deutschen Films“.

## Spätere Jahre
In den folgenden Jahren ging Schleiermacher als Professor für „systems design“ an die University of Waterloo in Ontario, Kanada, wo er eine Gruppe von Architekten und Umweltdesignern aufbaute, ein für die damalige Zeit noch sehr neues Projekt. Er befasste sich darüber hinaus u. a. gemeinsam mit Lothar Spree intensiv mit dem 1776 erschienenen Roman Belphegor des damals weithin vergessenen Schriftstellers Johann Karl Wezel, ein Roman, der bis heute nichts von seiner Aktualität verloren hat. Sie entwickelten ein Drehbuch für einen Film Belphegor or the most probable story under the sun, eine zeitgemäße Umsetzung des Stoffes, der trotz allseitiger Anerkennung nicht realisiert wurde, da die Produzenten den Autor Wezel als zu unbekannt erachteten.
Zu den Olympischen Sommerspielen 1972 kehrte Schleiermacher nach München zurück, wo er sich an der visuellen Gestaltung der Spiele beteiligte - wie viele andere aus der Umgebung der Ulmer Hochschule. Ab 1973 drehte Schleiermacher Filme fürs Schulfernsehen, außerdem lehrte er an der Gesamthochschule Kassel als Gastprofessor für Film und Fernsehen. Detten Schleiermachers letzte große Drehbucharbeit, die realisiert wurde, war gemeinsam mit Henning Stegmüller für den Spielfilm  Milo Barus, der stärkste Mann der Welt, der 1983 in die Kinos kam. Günter Lamprecht spielte die Rolle des Milo Barus, eines real existierenden Kraftakrobaten, der 1977 verstorben war. 1988 erhielt Schleiermacher für sein Drehbuch Sein im Exil über den deutschen Dichter Paul Zech noch eine Filmförderung des Bundesministeriums des Innern.
Der Filmspezialist Olaf Möller charakterisiert Detten Schleiermacher als Kreativen, „der sich jeder Zuordnung entzieht“ (…) Schleiermacher war aber wohl auch nicht besonders an einer Karriere interessiert – er hat eher vielerlei versucht, dieses und jenes geschafft und geschaffen, nur um sich dann mit etwas anderem weiter zu beschäftigen".

## Filmografie
- 1955/1956: Lola Montez, (Spielfilm), Regie: Max Ophüls, Bauten, Ausstattung: Detten Schleiermacher
- 1959: trab trab (Kurz-Dokumentarfilm, 11 min), Regie: Detten Schleiermacher, Buch: Marc Vallier
- 1959: Anno domini (Kurz-Animationsfilm), Regie
- 1959/60: hoefisch 1326 (Kurz-Animationsfilm) Regie und Drehbuch
- 1960: Folkwangschule für Gestaltung (Kurz-Dokumentarfilm) Regie: Herbert Vesely, Detten Schleiermacher
- 1960: Die Stadt (Kurz-Dokumentarfilm, 30 min), Regie: Herbert Vesely, Drehbuch: Herbert Vesely, Detten Schleiermacher
- 1960: Jugend sieht sich selbst (Kurz-Dokumentarfilm), Drehbuch: Detten Schleiermacher und Peter Schamoni
- 1960/61: Gesicht von der Stange?, 13 min, Drehbuch: Raimond Ruehl, Detten Schleiermacher
- 1961: Düsseldorf – modisch, heiter im Winde verspielt (Kurz-Dokumentarfilm), Regie: Herbert Vesely, Drehbuch: Detten Schleiermacher, Peter von Zahn
- 1962: L’Amour à vingt ans (Aufbruchs-Omnibusfilm, 5. bundesdeutsche Episode) Regie: Marcel Ophüls, Mitautor: Detten Schleiermacher
- 1962: Das Unkraut (Kurz-Animationsfilm, 11 min), Regie: Wolfgang Urchs, Drehbuch: Detten Schleiermacher, Boris Borresholm
- 1962/63: Die Pistole (Kurz-Animationsfilm, 10 min), Regie: Wolfgang Urchs, Drehbuch: Detten Schleiermacher, Hans Rolf Strobel, Heinrich Tichawsky
- 1964: Die grüne Wiese, Filmdrehbuch. Mitarbeit: Michel Leiner. Ausgezeichnet mit dem 2. Carl-Mayer-Preis
- 1964: Einfluss des Bauhauses international (Film)
- 1964: Der Damm (Spielfilm), Regie: Vlado Kristl, Produktion: Detten Schleiermacher[14]
- 1965 Das Dorf Granstein, 14 min, Regie: Christion Doermer, Drehbuch: Detten Schleiermacher, Michael Schumann
- 1966: Bauern im französischen Zentralmassiv, Regie
- 1966: Wenn Katelbach kommt (deutsche Fassung von Cul-de-sac), Regie: Roman Polański, Synchronbuch der deutschen Fassung: Detten Schleiermacher, Michel Leiner. Der Film gewann 1966 den Goldenen Bären bei den Internationalen Filmfestspielen in Berlin (Drehbuchprämie)
- 1973: Filme für den Schülerexpress (14-tägliche Sendung des ZDF), Drehbücher und Regie mit Artfilm Pitt Koch
- 1974: Ein Wochenende (Kurzfilm), Regie: Haro Senft, Drehbuch. (Drehbuchprämie)
- 1981: Milo Barus, der stärkste Mann der Welt (Spielfilm), Drehbuch: Henning Stegmüller, Detten Schleiermacher